# Strandfräken
Strandfräken (Equisetum arvense × fluviatile) är en fräkenväxtart som beskrevs av Kuehlew. och Franz Josef Ivanovich Ruprecht. Den troddes tidigare vara en egen art men har senare visat sig vara en ganska sällsynt hybrid mellan åkerfräken och sjöfräken. Den förekommer främst i anslutning till våtmarker och i diken, ofta i stora bestånd. Den liknar åkerfräken men har en lång, ogrenad topp och sträv stjälk.